# Allan Rich
Allan Rich, pseudonimo di Benjamin Norman Schultz (The Bronx, 8 febbraio 1926 – Englewood, 22 agosto 2020), è stato un attore statunitense.

## Filmografia

### Cinema
- Serpico, regia di Sidney Lumet (1973)
- 40.000 dollari per non morire (The Gambler), regia di Karel Reisz (1974)
- Scusi, dov'è il West? (The Frisco Kid), regia di Robert Aldrich (1979)
- Eroe offresi (Hero at Large), regia di Martin Davidson (1980)
- Entity (The Entity), regia di Sidney J. Furie (1981)
- Frances, regia di Graeme Clifford (1982)
- Rocky IV, regia di Sylvester Stallone (1984)
- Al diavolo il paradiso (Checking Out), regia di David Leland (1989)
- Il matrimonio di Betsy (Betsy's Wedding), regia di Alan Alda (1990)
- Highlander II - Il ritorno (Highlander II - The Quickening), regia di Russell Mulcahy (1991)
- Quiz Show, regia di Robert Redford (1994)
- Rivelazioni (Disclosure), regia di Barry Levinson (1994)
- Two Much - Uno di troppo (Two Much), regia di Fernando Trueba (1995)
- Jack, regia di Francis Ford Coppola (1996)
- La moglie di un uomo ricco (The Rich Man's Wife), regia di Amy Holden Jones (1996)
- Gli impenitenti (Out to Sea), regia di Martha Coolidge (1997)
- Amistad, regia di Steven Spielberg (1997)
- The Alibi, regia di Kurt Mattila e Matt Checkowski (2006)
- Wish I Was Here, regia di Zach Braff (2014)

### Televisione
- Happy Days - serie TV, un episodio (1979)
- CHiPs - serie TV, un episodio (1980)
- Hill Street giorno e notte (Hill Street Blues) - serie TV, 4 episodi (1981-1983)
- Barney Miller - serie TV, un episodio (1983)
- Cuori senza età (The Golden Girls) - serie TV, un episodio (1987)
- La tata (The Nanny) - serie TV, un episodio (1995)
- Giudice Amy (Judging Amy) - serie TV, 4 episodi (2000-2001)
- Curb Your Enthusiasm - serie TV (2004)
- Dr. House - Medical Division (House, M.D.) - serie TV, un episodio (2010)

## Doppiatori italiani
Nelle versioni in italiano delle opere in cui ha recitato, Allan Rich è stato doppiato da:
- Renato Mori in Highlander II - Il ritorno, Quiz Show, CSI - Scena del crimine
- Giovanni Petrucci in La casa nella prateria
- Gastone Pescucci in Happy Days
- Giuseppe Fortis in Top Secret
- Mario Bardella in Rivelazioni
- Gianni Vagliani in La tata
- Sergio Matteucci in Two Much - Uno di troppo
- Ugo Maria Morosi in Jack
- Carlo Baccarini in Amistad
- Goffredo Matassi in The Alibi
- Dario De Grassi in Dr. House - Medical Division